# Cyberlibertarianisme
Le cyberlibertarianisme (parfois appelé technolibertarianisme ou libertarianisme numérique) est une philosophie politique qui trouve ses racines aux débuts d'Internet dans la culture des hackers cypherpunk au cœur de la Silicon Valley. Elle est apparue au début des années 1990 et s'inspire du libertarianisme américain classique. Cette philosophie se fonde sur le rejet de toute réglementation gouvernementale, censure ou restriction des libertés individuelles dans le cyberespace. L'un des piliers est la défense d'un World Wide Web libre. Les cyber-libertariens préfèrent des hiérarchies fluides et méritocratiques et s'en remettre à l'autorégulation. Julian Assange est l'un des cyberlibertariens les plus connus. Le terme technolibertarien a été popularisé par la journaliste spécialiste des sujets technologiques Paulina Borsook (en), qui adopte une position critique à l'égard du mouvement,,,.
Les principes fondateurs du technolibertarianisme sont :
- Les décisions politiques doivent respecter les libertés individuelles comme base de toute prise de décision.
- Les décisions politiques doivent éviter la surréglementation et les lois surnuméraires.
- Les décisions politiques qui favorisent le développement de la rationalité et le libre-marché sont toujours préférables.

Au-delà de sa dimension utopique des débuts d'Internet, une certaine version du cyberlibertarianisme est également très prisée par certaines figures majeures du capitalisme des plateformes, comme Peter Thiel ou Elon Musk, qui estiment que les algorithmes se substitueront plus efficacement à toutes les bureaucraties.

## Personnalités notables
- Julien Assange
- John Perry Barlow
- John Gilmore
- T.J. Rodgers (en)